# Dobrogosty (gromada)
Dobrogosty – dawna gromada, czyli najmniejsza jednostka podziału terytorialnego Polskiej Rzeczypospolitej Ludowej w latach 1954–1972.
Gromady, z gromadzkimi radami narodowymi (GRN) jako organami władzy najniższego stopnia na wsi, funkcjonowały od reformy reorganizującej administrację wiejską przeprowadzonej jesienią 1954 do momentu ich zniesienia z dniem 1 stycznia 1973, tym samym wypierając organizację gminną w latach 1954–1972.
Gromadę Dobrogosty z siedzibą GRN w Dobrogostach utworzono – jako jedną z 8759 gromad na obszarze Polski – w powiecie przasnyskim w woj. warszawskim, na mocy uchwały nr VI/10/16/54 WRN w Warszawie z dnia 5 października 1954. W skład jednostki weszły obszary dotychczasowych gromad Dobrogosty, Kitki, Kurki i Przedbory, ponadto wieś Choszczewka z dotychczasowej gromady Zawady oraz kolonia Krery z dotychczasowej gromady Ruda, ze zniesionej gminy Dzierzgowo w tymże powiecie. Dla gromady ustalono 13 członków gromadzkiej rady narodowej.
1 stycznia 1956 gromadę Dobrogosty włączono do powiatu mławskiego w tymże województwie.
1 stycznia 1959 z gromady Dobrogosty wyłączono kolonię Krery, włączając ją do gromady Dzierzgowo w powiecie przasnyskim.
31 grudnia 1961 gromadę Dobrogosty włączono z powrotem do powiatu przasnyskiego, gdzie równocześnie została zniesiona a jej obszar włączony do gromady Dzierzgowo tamże.